# Gran Premio Città di Camaiore 1986
Il Gran Premio Città di Camaiore 1986, trentasettesima edizione della corsa, si svolse il 19 luglio 1986 su un percorso di 218 km, con partenza e arrivo a Camaiore. La vittoria fu appannaggio dell'italiano Claudio Corti, che completò il percorso in 5h02'00", alla media di 43,311 km/h, precedendo i connazionali Fabrizio Vannucci e Gianni Bugno.

## Ordine d'arrivo (Top 10)
| Pos. | Corridore                | Squadra                         | Tempo    |
| ---- | ------------------------ | ------------------------------- | -------- |
| 1    | Claudio Corti            | Supermercati Brianzoli          | 5h02'00" |
| 2    | Fabrizio Vannucci        | Santini-Cierre-Conti-Galli      | a 0'55"  |
| 3    | Gianni Bugno             | Atala-Ofmega                    | a 2'35"  |
| 4    | Emanuele Bombini         | Vini Ricordi-Pinarello-Sidermec | s.t.     |
| 5    | Gianbattista Baronchelli | Del Tongo-Colnago               | s.t.     |
| 6    | Alberto Volpi            | Sammontana                      |          |
| 7    | Stefano Colagè           | Fibok Dromedario                |          |
| 8    | Daniele Del Ben          | Murella-Fanini                  |          |
| 9    | Marco Franceschini       | Fibok-Dromedario                |          |
| 10   | Maurizio Vandelli        | Ariostea                        |          |